# Erhaltungszucht

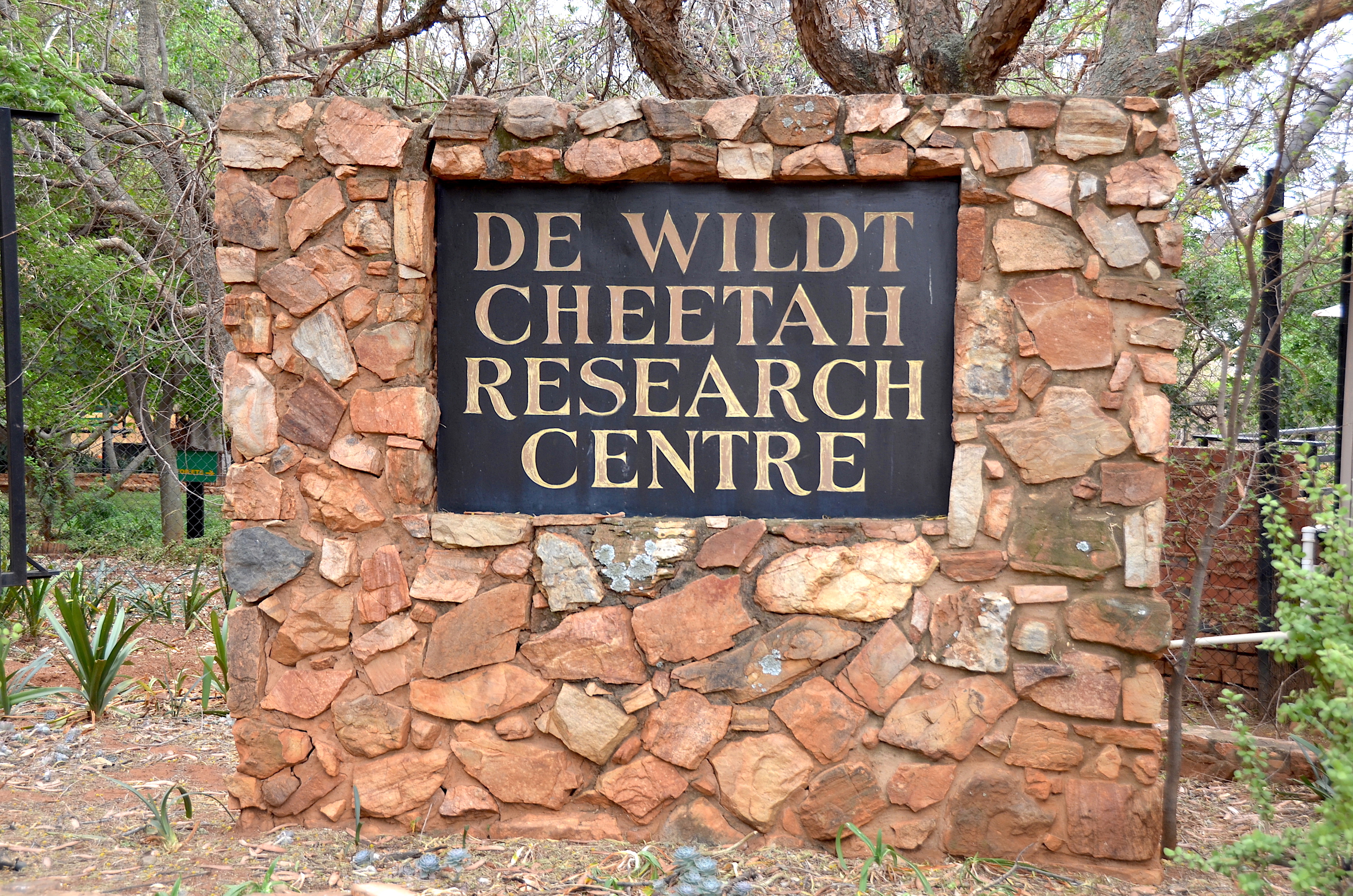
Eingang des De Wildt Cheetah Research Centre in Südafrika, spezialisiert auf die Erhaltung und Züchtung von Geparden und Afrikanischen Wildhunden

Erhaltungszucht bei gefährdeten Tierarten und Nutztierrassen ist die züchterische Bearbeitung mit dem Ziel, sie vor dem Aussterben zu bewahren. Selten wird auch der allgemeine Begriff Nachzucht speziell für die Erhaltungszucht verwendet. Der Versuch, die typischen Wildtiermerkmale ausgestorbener Arten aus daraus hervorgegangenen Haustieren „rückzuzüchten“, ist keine Erhaltungszucht, sondern wird Abbildzüchtung genannt.

## Erhaltungszucht von Wildtieren
Das wegbereitende Modell für überregional koordinierte Zuchtprogramme war in den 1970er-Jahren die Erhaltungszucht des Goldenen Löwenäffchens (Leontopithecus rosalia). Sein Bestand war damals bis auf wenige Dutzend wild lebende Tiere zurückgegangen, weil sein ursprünglicher Lebensraum, der südostbrasilianische Regenwald, zu 98 Prozent zerstört worden war. Auf eine Initiative des National Zoo der USA wurden alle in zoologischen Gärten gehaltenen Tiere dieser Art – 46 männliche und 23 weibliche – in einem internationalen Zuchtbuch erfasst und in ein koordiniertes Zuchtprogramm eingebracht, dessen Koordinator entschied, welche Tiere zu Zuchtpaaren zusammengeführt wurden. Innerhalb von 15 Jahren entstand daraufhin eine Population von mehr als 500 Tieren, so dass ab 1985 sogar einige Goldene Löwenäffchen in einem inzwischen unter Schutz gestellten Gebiet ausgewildert werden konnten.
Die Erhaltungszucht von Wildtieren wird in zoologischen Einrichtungen durch verschiedene regionale Programme koordiniert:
- Amerika: Species Survival Plans SSP (American Zoo and Aquarium Association AZA), seit 1982
- Europa und Naher Osten: Europäische Erhaltungszuchtprogramme EEP (Europäischer Zooverband EAZA), seit 1985
- Ozeanien: Australasian Species Management Program ASMP (Australasian Regional Association of Zoological Parks and Aquaria ARAZPA)
- Afrika: African Preservation Program APP (African Association of Zoological Gardens and Aquaria PAAZAB)
- Japan: Erhaltungszuchtaktivitäten der Japanese Association of Zoos and Aquariums JAZA
- Südasien: Erhaltungszuchtprogramme der South Asian Zoo Association for Regional Cooperation SAZARC
- Südostasien: Erhaltungszuchtaktivitäten der South East Asian Zoo Association SEAZA

Eine internationale Dachfunktion führt die World Association of Zoos and Aquariums WAZA aus, der 22 regionale oder nationale Zoo- und Aquarienverbände sowie 213 individuelle Zoos und Aquarien in 46 Ländern als institutionelle Mitglieder angehören.
Tierarten, die ohne Erhaltungszuchtprogramme zoologischer Gärten bereits ausgestorben wären, sind z. B.: Wisente, Przewalskipferde, Mhorrgazellen, Kalifornienkondore, Arabische Oryx und verschiedene Buntbarscharten der Gattung Haplochromis aus dem ostafrikanischen Viktoriasee.
Zur Erhaltungszucht tragen in erster Linie zoologische Institutionen (öffentliche und nicht öffentliche), aber auch Hobbyzüchter, welche artenreine und der Wildform entsprechende Tiere züchten, bei. In Zuchtverbänden gibt es entsprechende Fokussierungen.

## Erhaltungszucht von Nutztieren
Zuchtprogramme zur Erhaltung und Verbesserung von Nutztieren existieren seit Anbeginn der Tierzucht. Nach Verbreitung der Zuchtbücher und Abgrenzung der unterschiedlichen Varianten (Rassen) hatte die organisierte Zucht grundsätzlich eine erhaltende Funktion. Erst in den letzten zwei Jahrzehnten entstanden im Rahmen der weltweiten Interesse für die Biodiversität viele Initiative um bedrohte Nutztierrassen gezielt und systematisch vor dem etwaigen Aussterben zu bewahren. 
Eine koordinierende Rolle für viele Zuchtprojekte spielt in Deutschland tierartübergreifend die Gesellschaft zur Erhaltung alter und gefährdeter Haustierrassen (G.E.H.), welche 1981 gegründet wurde und seit 1984 eine Rote Liste der gefährdeten Nutztierrassen in Deutschland führt. 
In praxi gestalten sich die meisten Erhaltungszuchtprojekte für Nutztierrassen in der Form eines Zuchtringes.